# Fritz Hermann
Fritz Hermann (* 21. März 1859 in Kehl; † 18. September 1943 in Wiesbaden) war ein nationalliberaler badischer Verwaltungsbeamter und ehemaliger Bürgermeister bzw. ab 1903 Oberbürgermeister von Offenburg. Während seiner Amtszeit entwickelte sich Offenburg von einer Landstadt zu einer modernen Kleinstadt.

## Leben
Fritz Hermann wurde als Sohn des Kehler Apothekers Hermann geboren. Nach dem Studium der Rechtswissenschaften wurde er Amtmann bei verschiedenen Bezirksämtern des Großherzogtums Baden, bevor er im Februar 1893 zum Bürgermeister von Offenburg gewählt wurde. Nach 28-jähriger Tätigkeit an der Spitze der Verwaltung der Stadt Offenburg trat er in den Ruhestand, den er in Wiesbaden verbrachte, wo er im Alter von 84 Jahren verstarb.

## Wirken als Bürgermeister
Fritz Hermann wurde am 3. Februar 1893 für eine erste Amtszeit zum Bürgermeister der damaligen Landstadt Offenburg, das damals 9000 Einwohner hatte, gewählt.
1902 wurde er wiedergewählt, und im Jahr 1903 erfolgte seine Wahl zum Oberbürgermeister. Hiermit einher ging die Aufnahme Offenburgs in die Reihe der Städte, welche nach der Städteordnung aus der Reihe der Landstädte herausgehoben waren.
Im Jahr 1912 wurde Fritz Hermann im Amt bestätigt und trat nach 28-jähriger Tätigkeit 1921 in den Ruhestand. Auf ihn folgte Josef Holler im Amt.
Am 10. November 1928 wurde er zusammen mit Georg Monsch zum Ehrenbürger der Stadt Offenburg ernannt.
Fritz Hermann gilt als weitsichtiger Modernisierer Offenburgs. So wurden während seiner Amtszeit wesentliche Projekte der städtischen Infrastruktur ins Werk gesetzt, beispielsweise durch Errichtung eines modernen Schlachthofes, eines Elektrizitätswerkes sowie der Anpassung der Gasversorgung und Kanalisation an den Stand der Technik und die Größe der Bevölkerung. Darüber hinaus förderte er den Ausbau des Schul- und Krankenhauswesens und die Ansiedlung neuer Gewerbe- und Industriebetriebe. In der Summe beförderte dies die damit verbundene Wandlung der Landstadt Offenburg zu einer für die damaligen Verhältnisse modernen Kleinstadt.